# Torvaldo e Dorliska
Torvaldo e Dorliska ist eine Opera semiseria (Originalbezeichnung: „Dramma semiserio“) in zwei Akten von Gioachino Rossini auf ein Libretto von Cesare Sterbini. Die Uraufführung fand am 26. Dezember 1815 im Teatro Valle in Rom statt.

## Handlung
Der tyrannische Herzog von Ordow hatte Dorliska und ihren frisch Angetrauten Torvaldo noch vor Beginn der Opernhandlung an deren Hochzeitstag mit dem Ziel überfallen, Dorliska für sich zu erobern. Torvaldo war beim Kampf für tot im Wald zurückgelassen worden, während Dorliska hatte entfliehen können. Zu Beginn der Oper befiehlt der Herzog wütend, die Suche nach dem Mädchen fortzusetzen. Am nächsten Tag sucht Dorliska, ohne es zu wissen, Zuflucht im Schloss des Herzogs und wird vom Schlossverwalter Giorgio und dessen Schwester Carlotta freundlich aufgenommen. Torvaldo schafft es, als Holzfäller verkleidet mit einem Brief, der vermeintlich vom verstorbenen Torvaldo stammt, ins Schloss zu gelangen; doch, obwohl ihm mit dieser List der Zutritt zu Dorliska gelingt, verrät sie ihre Überraschung, ihn lebend wiederzusehen.
Im zweiten Akt werden Torvaldo und Dorliska im Schloss gefangen gehalten. Giorgio und Carlotta planen die Befreiung der beiden und führen sie mit Hilfe von Ormondo, dem verräterischen Handlanger des Herzogs, und der Dorfbevölkerung erfolgreich durch. Am Ende wird der Herzog gefangen genommen und von Soldaten des Gouverneurs abgeführt. Dorliska und Torvaldo freuen sich zusammen mit Giorgio und Carlotta über das glückliche Ende.

### Erster Akt
Waldrand mit dem Schloss von Ordow. Auf einer Seite die Schlossmauer mit einer Pforte
Szene 1. Der Schlossverwalter Giorgio schreitet wie auf einer Wacht hin und her. Gelegentlich schaut er in Richtung des Waldes. In seiner Auftrittsarie beklagt er sich über die Launen seines tyrannischen Herrn (Introduktion: „È un bel dir che tutto al mondo“). Einige der Schlossdiener erscheinen. Auch sie haben nichts Auffälliges bemerkt. Der Grund der Suche ist ihnen allen noch unklar. Der Herzog hatte sich noch vor Morgengrauen mit seinem Hauptmann Ormondo in den Wald begeben und ihnen befohlen, Wache zu halten. Dann waren im Wald Schüsse und Lärm wie bei einer Jagd zu hören gewesen.
Szene 2. Nach einem kurzen Orchesterzwischenspiel tritt der Herzog mit verzerrtem Gesicht und unordentlichem Anzug auf. Er geht mit hastigen Schritten und sichtbarer Erschütterung vorüber. Wenig später kommen auch Giorgio und anschließend Ormondo mit den Bewaffneten. Der Herzog besingt seine unglückliche Liebe zu der frisch mit Torvaldo verheirateten Dorliska. Um sie zu entführen, hatte er einen Anschlag auf die beiden unternommen und dabei – so glaubt er – Torvaldo getötet. Dennoch findet er keine Ruhe (Cavatine: „Dunque invano i prigli e la morte“). Giorgio grüßt seinen Herrn, wird aber von diesem nur angeschnautzt. Ormondo und die Krieger berichten, dass ihre Suche erfolglos war. Der Herzog schickt sie erneut los, um den Wald nach der entflohenen Dorliska zu durchkämmen. Er droht Giorgio mit dem Tod, falls er ein Wort von dem Gehörten verlauten lassen sollte. Ordow entfernt sich, und Giorgio betritt das Schloss.
Szene 3. Auf der Suche nach Hilfe erscheint die verzweifelte Dorliska unter dem Schlosstor. Sie weiß nicht, wo sie sich befindet und klopft einige Male vergeblich an die Pforte. Während sie wartet, beklagt sie ihr Los und den Verlust Torvaldos (Cavatine: „Ah, Dorliska sfortunata!“). Schließlich öffnet Giorgios Schwester Carlotta das Tor. Dorliska erklärt ihr ihre Lage und bittet um Unterstützung. Carlotta lässt sie ein.
Zimmer im Schloss
Szene 4. Giorgio denkt über das Gehörte nach. Er will nichts mit den Untaten des Herzogs zu tun haben. Carlotta führt Dorliska zu ihm, die nun ihre Geschichte erzählt: Sie stamme aus Polen und habe erst gestern ihren Geliebten, einen jungen Ritter geheiratet. Nach dem Hochzeitsmahl hatten sie ihre Rückreise zur Stadt angetreten und seien mitten im Wald von seinem Nebenbuhler überfallen worden, der zuvor schon mehrfach vergeblich um ihre Hand angehalten hatte. Sie weiß nicht einmal, ob ihr Mann noch lebt. Giorgio wird nun alles klar: Bei dem Rivalen müsse es sich um den Herzog von Ordow handeln, in dessen Schloss sie sich befinden. Dorliska ist entsetzt. Die Geschwister versuchen, sie zu beruhigen.
Szene 5. Plötzlich erscheint der Herzog mit finsterem Blick in der Tür. Er betrachtet Dorliska erst erstaunt, dann mit einem Ausdruck der Freude, und gibt Giorgio und Carlotta ein Zeichen, das Zimmer zu verlassen. Dorliska bleibt zitternd allein mit ihm zurück (Duett: „Dorliska voi tremate“). Der Herzog versucht, sie zu beruhigen. Dorliska traut ihm nicht und versucht zu fliehen – aber der Herzog hat die Tür verschlossen. Er teilt ihr mit, dass ihr Gatte tot sei. Wenn sie ihn weiterhin verschmähe, werde auch sie sterben müssen. Dorliska erklärt ihm ihre tiefste Verachtung. Selbst der Tod sei weniger schrecklich als sein Anblick. Sie entfernt sich durch die Mitteltür. Der Herzog folgt ihr.
Szene 6. Der Herzog kehrt zurück, schließt die Mitteltür und ruft nach Giorgio und Carlotta. Zunächst aber kommt Ormondo. Ordow befiehlt ihn, alle Spuren des Überfalls im Wald zu beseitigen und den Toten zu beerdigen. Ormondo entfernt sich mit deutlichem Ausdruck des Unbehagens. Nach einem erneuten Ruf des Herzogs erscheint auch Giorgio. Ordow verordnet ihm strengstes Schweigen, teilt ihm mit, dass er die fremde Dame liebe und beauftragt ihm, sich zusammen mit Carlotta um sie zu kümmern und sie zu beruhigen. Giorgio verspricht ihm alles – hat aber bereits heimlich einen Brief an den Gouverneur vorbereitet, in dem er von der Gräueltat berichtet.
Außenansicht des Schlosses mit einem großen Tor auf einer Seite
Szene 7. Torvaldo hat den Anschlag überlebt und denkt über das Schicksal seiner Gattin nach, die nun im Schloss seines Feindes gefangen gehalten wird. Er ist fest entschlossen, sie zu retten (Cavatine: „Fra un istante a te vicino“). Er hat einen Boten geschickt, der ihm neue Kleidung besorgen sollte, um unerkannt in das Schloss eindringen zu können. Nachdem ein Bauer diese gebracht hat, zieht er sich um.
Szene 8. Nachdem Giorgio seinen Brief an den Gouverneur abgeschickt hat, trifft er auf Torvaldo. Der gibt sich als Holzhacker aus, der einen Brief an eine gewisse edle Dame überbringen soll, die hier letzte Nacht angekommen sei. Giorgio teilt ihm mit, dass im Schloss keine Frau außer seiner Schwester lebe. Torvaldo sieht seine Hoffnung schwinden. Während er erschüttert auf und ab geht, beklagt er seine unglückliche Gattin Dorliska. Giorgio erkennt daran, mit wem er es zu tun hat. Er erklärt Torvaldo die Lage und verspricht ihm seine Hilfe. Torvaldo berichtet, dass er im Kampf bewusstlos wurde und dann von einem Hirten in seine Hütte gebracht worden war, dem er auch seine Kleidung verdanke. Er hat einen Brief vorbereitet, mit dem er Einlass in die Burg erhalten will. Die beiden werden von der Ankunft des Herzogs unterbrochen. Der verkleidete Torvaldo erzählt, dass ein unbekannter Ritter schwer verletzt an seiner Hütte geklopft und mit letzter Kraft einen Brief an seine Gattin geschrieben habe. Dann sei er verstorben. Der Herzog verlangt den Brief zu sehen und liest ihn. Darin bittet Torvaldo Dorliska, seinem Mörder zu vergeben und ihr Schicksal entschlossen zu ertragen. Der Überbringer werde ihr seine letzten Wünsche mündlich mitteilen. Im folgenden Terzett drücken alle ihre neu erstarkte Hoffnung aus, ihr jeweiliges Ziel zu erreichen (Terzett: „Ah qual raggio di speranza“). Der Herzog fordert Torvaldo auf, Dorliska sofort den Brief zu überbringen. Alle gehen ins Schloss.
Szene 9. Der mit der Beseitigung der Spuren beauftragte Ormondo kehrt erschöpft und hungrig zurück, nachdem er keine Spur des Toten gefunden hat. Um seinen Zustand zu beschreiben, zitiert er verschiedene Sprichwörter (Arie: „Sopra quell’albero“).
Zimmer im Schloss
Szene 10. Carlotta versucht vergeblich, Dorliska zu trösten (Finale I – Duettino: „Oh via, signora mia“). Dorliska wirft sich verzweifelt auf einen Sessel. Sie will nur noch sterben.
Szene 11. Der Herzog, Torvaldo und Giorgio treten ein und betrachten die leidende Dorliska (Terzettino: „Immota e stupida“). Nach einer Weile nähert sich ihr der Herzog, um sie zu besänftigen. Torvaldo kann seine Gefühle kaum bändigen. Der Herzog winkt ihn und Giorgio zu sich. Giorgio versucht, Dorliska aus ihrer Schwermut zu wecken und gibt ihr den Brief ihres Gatten (Quartett: „Mia signora… a me badate“). Sie sieht Giorgio an, ohne die anderen zu beachten, liest den Brief und sinkt nach einem Aufschrei bewusstlos nieder. Giorgio flüstert Torvaldo noch zu, sich nicht zu verraten. Der bittet Dorliska, sich zu beruhigen. Bald werde ihr Kummer enden (Fortsetzung und Stretta des Finale I: „Su, Dorliska… fate cuore“). Beim Klang seiner Stimme erwacht Dorliska und ruft erfreut seinen Namen. Torvaldos Tarnung ist aufgeflogen. Der Herzog ergreift den Degen. Ormondo und die Wachen erscheinen. Auch Torvaldo zieht seinen unter dem Gewand verborgenen Degen. Giorgio gibt vor, auf Seiten des Herzogs zu stehen, versucht dabei aber heimlich, Torvaldo durch Zeichen zu beruhigen. In ihrer Angst tritt Dorliska zwischen die Kämpfenden. Torvaldo und der Herzog lassen sich jedoch nicht so leicht aufhalten. Giorgio erkennt, dass Torvaldo gegen die Gegner keine Chance hat. Er entwaffnet ihn, um Schlimmeres zu verhindern. Dorliska fordert den Herzog auf, den Degen gegen sie selbst zu richten und Torvaldo zu verschonen. Carlotta vergeht dabei vor Angst. Ormondo und die Wachen rufen Torvaldo zu, sich ihrer Übermacht zu ergeben.

### Zweiter Akt
Unterirdisches Gewölbe im Schloss. Eine Treppe im Hintergrund
Szene 1. Giorgio führt mit einer Laterne in der Hand einige der Wachen des Herzogs in das Verlies, um dort unbeobachtet den Befreiungsplan für Torvaldo und Dorliska zu besprechen (Introduktion: „Bravi, bravi: qua venite“). Der Gefangene Torvaldo kommt hinzu. Er erschreckt zunächst, als er die Leute des Herzogs erblickt, aber Giorgio kann ihn beruhigen: Sie alle seien auf seiner Seite. Auch Dorliska sei bereits unterrichtet, und in Kürze werden sich sechzig Grenadiere zu ihrer Verstärkung einfinden. Auch vom Herzog selbst drohe keine Gefahr, da nur er selbst, Giorgio, den Schlüssel zum Kerker besitze und ihn immer begleiten werde. Giorgio will nun zu Dorliska zurückkehren, um ihr beizustehen. Torvaldo lässt ihr ausrichten, dass er ihr Bild immer vor Augen habe (Arie: „Dille che solo a lei“). Er bittet um ein Schwert, da er sich am Kampf beteiligen möchte.
Zimmer im Schloss
Szene 2. Der Herzog kommt durch die Mitteltür herein und setzt sich. Er ist überzeugt, dass sich ihm Dorliska nun nicht mehr widersetzen werde. Da er keinerlei Skrupel kennt, glaubt er, alle seine Wünsche erreichen zu können. Er befiehlt Giorgio, Dorliska zu holen und sicherzustellen, dass die Kerkertür verschlossen ist. Dann wirft er ihm vor, Torvaldo nicht rechtzeitig erkannt zu haben. Giorgio entschuldigt sich damit, dass er ihn noch nie zuvor gesehen hatte. Er holt Dorliska aus ihrem Gemach. Carlotta begleitet sie. Der Herzog winkt die beiden Diener hinaus und wendet sich Dorliska zu. Er werde leicht einen Grund finden, ihre Ehe aufzulösen. Wenn sie seine Liebe annehme, werde er Torvaldo die Freiheit schenken. Ansonsten sei ihm der Tod sicher. Dorliska beschimpft ihn wütend als Urheber all ihres Unglücks. Er solle sein Werk nur schnell zu Ende bringen. Sie werde ihn ewig hassen und lieber sterben als Torvaldo die Treue brechen (Arie: „Ferma, costante, immobile“). Sie geht.
Szene 3. Der Herzog ist sich immer noch sicher, dass Dorliskas Widerstand sinnlos ist. Er befiehlt Giorgio, Ormondo in sein Zimmer zu bestellen, sobald er zurück ist. Außerdem ermahnt er ihn, die Gefängnisschlüssel nie aus der Hand zu geben. Giorgio zeigt sie ihm an seinem Gürtel. Nach einer Warnung, dass ihn jeder Ungehorsam den Kopf kosten werde, entfernt sich der Herzog.
Szene 4. Carlotta bittet ihren Bruder, Dorliska einen Augenblick mit Torvaldo zu gewähren. Giorgio gibt ihr die Schlüssel und ermahnt sie zur Vorsicht. Carlotta macht Dorliska Hoffnung und versichert Giorgio, dass sie bald zurückkehren werde (Arie: „Una voce lusinghiera“).
Szene 5. Giorgio bereut seine Leichtfertigkeit bereits. Aber nun lässt sich daran nichts mehr ändern, und schon bald soll ja der Plan in die Wege geleitet werden. Der Herzog tritt herein und setzt sich gedankenverloren hin. Plötzlich fährt er auf und verlangt von Giorgio die Schlüssel zum Verlies (Duett: „Ah non posso! invan lo spero!“). Giorgio redet sich heraus: Die Schlüssel seien im Schrank in seiner Kammer. Er versucht, durch die Mitteltür zu entkommen – aber der Herzog bemerkt, dass seine Kammer in der anderen Richtung liegt. Er droht Giorgio mit dem Tod, worauf dieser endlich zugibt, dass er den Schlüssel seiner Schwester gegeben hat. Der Herzog wird zornig und zieht Giorgio gewaltsam unter Drohungen mit sich fort, um der Sache nachzugehen.
Kerker
Szene 6. Mit Carlottas Hilfe konnte Dorliska Torvaldo im Verlies besuchen. Sie verabschieden sich sorgenvoll voneinander (Duettino: „Quest’ultimo addio“). Um Dorliska zu beruhigen, erzählt Torvaldo ihr vom Befreiungsplan Giorgios. Unterdessen drängt Carlotta zur Eile, da der Herzog jeden Moment kommen könnte. Ihre Sorge erweist sich als begründet.
Szene 7. Der Herzog stürmt herein, Giorgio gewaltsam hinter sich herziehend (Sextett: „Alme ree!… tremate!… invano“). Er tobt und droht allen mit dem Tod. Dorliska und Torvaldo versuchen vergeblich, die Schuld auf sich allein zu nehmen, während Carlotta und Giorgio um Gnade flehen. Plötzlich erklingt draußen die Sturmglocke. Als Giorgio über dieses Signal frohlockt, geht der Herzog mit dem Degen auf ihn los. Da eilt Ormondo mit den Wachen herein und berichtet, dass sich die Dorfbewohner erhoben hätten und hundert Soldaten ins Schloss eingedrungen seien und sie angegriffen hätten. Ihre Leute könnten nicht länger durchhalten. Der Herzog entreißt Carlotta die Schlüssel und übergibt sie Ormondo, der die Pforte mit seinem Leben bewachen soll. Dann eilt er mit ihm und den Wachen davon. Die anderen schöpfen wieder Hoffnung.
Szene 8. Dorliska sorgt sich über die Zukunft, aber Torvaldo und Giorgio sind zuversichtlich, dass ihre Sache siegen werde. Ormondo kehrt zurück, wirft sich vor Torvaldo auf die Knie und übergibt ihm die Schlüssel und seinen Säbel. Torvaldo bittet Giorgio, auf Dorliska achtzugeben, und eilt fort. Aus dem Schloss sind die Rufe der Aufständischen zu hören.
Szene 9. Der Herzog stürzt herein, sich gegen Torvaldo und eine große Zahl von Bauern und Soldaten verteidigend. Es gelingt Torvaldo, ihn zu entwaffnen. Die Menge fordert den Tod des grausamen Tyrannen. Der Herzog ergibt sich in sein Schicksal. Sein größter Schmerz ist es, dass er seine Gegner nun nicht mehr vernichten kann (Arie: „Ah qual voce“). Die Soldaten führen ihn ab. Torvaldo und Dorliska feiern ihre wiedergefundene Zweisamkeit, und auch Giorgio und Carlotta sehen der Zukunft wieder freudig entgegen (Finale II: „Grazie al destin pietoso“).

## Gestaltung
Obwohl Torvaldo e Dorliska als Opera semiseria bezeichnet ist, handelt es sich eigentlich um eine Opera seria, in der mit dem Schlossverwalter Giorgio nur eine einzige Figur komische Momente aufweist.:62:218
Die Oper enthält nur vergleichsweise wenige Secco-Rezitative – eine Technik, auf die er kurz zuvor in Elisabetta regina d’Inghilterra bereits völlig verzichtet hatte. Zu den gelungenen Stücken zählen im ersten Akt neben der Auftrittsszene des Verwalters Giorgio besonders die Arien des Herzogs und Dorliskas.:52 Richard Osborne nennt zudem Torvaldos Cavatine „Fra un istante a te vicino“ (erster Akt, Szene 7) und die Arie „Ah qual voce“ (zweiter Akt, Szene 9), die Rossini wenig später in Otello wiederverwertete.

### Musiknummern
Die Oper enthält die folgenden Musiknummern. Die Nummerierung der Klavierausgabe von Leidesdorf ist kursiv in Klammern angegeben:
- Nr. 1. Sinfonia

Erster Akt
- Nr. 2 (Nr. 1). Introduktion (Giorgio, Chor der Diener): „È un bel dir che tutto al mondo“ (Szene 1)
- Nr. 3. Cavatine (Herzog): „Dunque invano i prigli e la morte“ (Szene 2)
- Nr. 4. Rezitativ: „Ormondo… La mia gente“ (Szene 2)
- Nr. 5 (Nr. 2). Szene (Dorliska): „Dove son? chi m’aita?… Tutto è vano“ (Szene 3)
  - Cavatine (Dorliska): „Ah, Dorliska sfortunata!“ (Szene 3)
- Nr. 6. Rezitativ: „Ah son pure infelice!“ (Szene 3)
- Nr. 7 (Nr. 3). Szene (Herzog, Dorliska): „Olà! Ella… oh ciel!“ (Szene 5)
  - Duett (Herzog, Dorliska): „Dorliska voi tremate“ (Szene 5)
- Nr. 8. Rezitativ: „Ella più non mi fugge“ (Szene 6)
- Nr. 9. Szene (Torvaldo): „Tutto è silenzio“ (Szene 7)
  - (Nr. 4). Cavatine (Torvaldo): „Fra un istante a te vicino“ (Szene 7)
- Nr. 10 & 11: Rezitativ: „Ah ch’io non reggo ai moti“ (Szene 7–8)
- Nr. 11 (Nr. 5). Terzett (Herzog, Torvaldo, Giorgio): „Ah qual raggio di speranza“ (Szene 8)
- Nr. 12. Rezitativ: „Io non ne posso più“ (Szene 9)
  - (Nr. 6). Arie (Ormondo): „Sopra quell’albero“ (Szene 9)
- Nr. 13 (Nr. 7). Finale I: Duettino (Carlotta, Dorliska): „Oh via, signora mia“ (Szene 10)
- Nr. 14. Terzettino (Torvaldo, Giorgio, Herzog): „Immota e stupida“ (Szene 11)
- Nr. 15. Quartett (Torvaldo, Giorgio, Herzog, Dorliska): „Mia signora… a me badate“ (Szene 11)
- Nr. 16. Fortsetzung und Stretta des Finale I: „Su, Dorliska… fate cuore“ (Szene 11)

Zweiter Akt
- Nr. 17 (Nr. 8). Introduktion (Giorgio, Chor der Diener): „Bravi, bravi: qua venite“ (Szene 1)
- Nr. 18. Rezitativ: „Or ben: già qualche cosa“ (Szene 1)
- Nr. 19. Rezitativ: „Odimi: ah tu di me, mio buon amico“ (Szene 1)
  - (Nr. 9). Arie (Torvaldo): „Dille che solo a lei“ (Szene 1)
- Nr. 20 & 21. Rezitativ: „No, pentirsi non giova“ (Szene 2)
- Nr. 21 (Nr. 10). Arie (Dorliska): „Ferma, costante, immobile“ (Szene 2)
- Nr. 22 & 23: Rezitativ: „Insensata!… e non vede“ (Szene 3)
- Nr. 23 (Nr. 11). Arie (Carlotta): „Una voce lusinghiera“ (Szene 4)
- Nr. 24. Rezitativ: „Non so se ho fatto bene“ (Szene 5)
  - (Nr. 12). Duett (Giorgio, Herzog): „Ah non posso! invan lo spero!“ (Szene 5)
- Nr. 25. Rezitativ „Dunque tu vuoi ch’io parta?“ (Szene 6)
  - (Nr. 13). Duettino (Dorliska, Torvaldo): „Quest’ultimo addio“ (Szene 6)
- Nr. 26. Rezitativ: „Ma via, signori miei“ (Szene 6)
  - (Nr. 14). Sextett: „Alme ree!… tremate!… invano“ (Szene 7)
- Nr. 27. Rezitativ: „Ah di noi che sarà?“ (Szene 8)
- Nr. 28. Szene: „Cedi, cedi! Dagli… Indietro… T’arrendi“ (Szene 9)
  - (Nr. 15). Arie (Herzog): „Ah qual voce“ (Szene 9)
- Nr. 29. Rezitativ: „Per bacco, seguitatelo, tenetelo“ (Szene 9)
  - Finale II: „Grazie al destin pietoso“ (Szene 9)

## Werkgeschichte

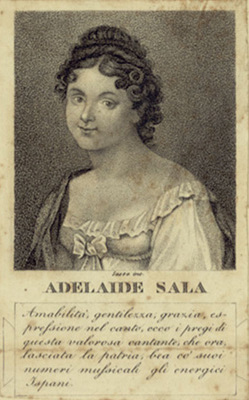
Adelaide Sala, erste Sängerin der Dorliska

Rossini schrieb Torvaldo e Dorliska im Auftrag des Teatro Valle in Rom. Zunächst bat er Angelo Anelli um ein Libretto zu einer komischen Oper. Da dieser ihm aber nur einen alten, für ihn uninteressanten Text anbot und man sich auch finanziell nicht einig wurde, wandte sich Rossini stattdessen an Cesare Sterbini. Es wurde der erste Operntext dieses jungen römischen Zivilbeamten, der kurz darauf auch das Libretto zu Rossinis Il barbiere di Siviglia schreiben sollte.:50f Die Geschichte, die dem aus Frankreich stammenden Typ der Rettungsoper angehört (wie auch Beethovens Fidelio oder Rossinis La gazza ladra), beruht auf dem Roman Vie et amours du chevalier de Faublas von Jean-Baptiste de Coudray (1790). Dieser Stoff war zuvor bereits in mehreren anderen Opern genutzt wurden, so in den Lodoiska-Opern von Luigi Cherubini (1791) und Johann Simon Mayr (La Lodoiska, 1796). Richard Osborne bezeichnet Sterbinis Text als „ziemlich verschwommenes kleines Stück“, das vor dem zweiten Akt keinen echten dramatischen Augenblick enthalte.:218
Für das Duettino „Quest’ultimo addio“ (zweiter Akt, Szene 6) nutzte Rossini die Musik seines um 1814/15 geschriebenen Kammerduetts Amore mi assisti.:301
Torvaldo e Dorliska wurde am 26. Dezember 1815 als Eröffnungspremiere der Karnevalssaison in Rom im kleinen Teatro Valle mit einer exzellenten Besetzung uraufgeführt. Unter anderem wirkten die beiden Bässe Filippo Galli (Ordow) und Ranieri Remorini (Giorgio), sowie der Tenor Domenico Donzelli (Torvaldo) und die Sopranistin Adelaida Sala (Dorliska) mit. Agnese Loyselet sang die Carlotta und Cristofo Bastianelli den Ormondo. Der Premiere war kein großer Erfolg beschieden.:42:63 Insbesondere wurde die fehlende Komik bemängelt. Schon bald wurde die Oper auf einen einzigen Akt gekürzt und mit L’inganno felice kombiniert.
Im folgenden Jahr übernahm Rossini einzelne Teile der Oper in seinen Otello. Die Hauptmelodie des Duetts Otello/Rodrigo („L’ira d’avverso fato“) basiert auf dem agitato der Arie „Ah qual voce“ (zweiter Akt, Szene 9), und in der Schlussszene nutzte er die letzten Takte der Einleitung der Cavatine „Fra un istante a te vicino“ (erster Akt, Szene 7).:63
Torvaldo e Dorliska wurde in der älteren Literatur häufig negativ bewertet. Aber schon Stendhal, der sie als „ziemlich mittelmäßige Opera semiseria“ bezeichnete, stellt auch die positiven Seiten heraus, wie die effektvollen Stücke der beiden Bässe oder die gefühlvollen Szenen des Liebespaares. Dass die Oper kein echter Fehlschlag war, ist auch daran zu erkennen, dass bis 1838 viele weitere Aufführungen in italienischen Städten folgten. Außerdem wurde sie 1818 in Barcelona, 1820 in München und 1828 in Madrid gegeben.
In neuerer Zeit wurde das Werk erst 1987 von der Wiener Kammeroper wieder auf die Bühne gebracht. Es folgte 1989 eine Aufführung in Savona.:51

## Aufnahmen
- 1975 (live, konzertant aus Mailand): Alberto Zedda (Dirigent), Chor und Orchestra Sinfonica della RAI di Milano. Siegmund Nimsgern (Herzog), Lella Cuberli (Dorliska), Pietro Bottazzo (Torvaldo), Enzo Dara (Giorgio), Lucia Valentini Terrani (Carlotta), Gianni Socci (Ormondo). VOCE-25 stereo (3 LP).[9]:16043
- 11. Januar 1992 (live aus Lugano): Massimo de Bernart (Dirigent), Orchestra della Radiotelevisione della Svizzera Italiana Lugano, Gruppo Vocale Cantemus. Stefano Antonucci (Herzog), Fiorella Pediconi (Dorliska), Ernesto Palacio (Torvaldo), Mauro Buda (Giorgio), Nicoletta Ciliento (Carlotta), Antonio Marani (Ormondo). Arkadia CD: CDAK 123.2 (2 CD).[9]:16044
- 23. Dezember 1995 (live aus Wien): Giancarlo Andretta (Dirigent). Stefano Antonucci (Herzog), Alexandrina Pendachanska (Dorliska), Raúl Giménez (Torvaldo), Natale de Carolis (Giorgio), Laura Polverelli (Carlotta), Andrea Concetti (Ormondo). Lyric Distribution Incorporated ALD 3873 (MC, 1996).[10]
- September 1995 (live aus Dordrecht): Giuliano Carella (Dirigent). Stefano Antonucci (Herzog), Alessandra Ruffini (Dorliska), William Matteuzzi (Torvaldo), Umberto Chiummo (Giorgio), Maria Cristina Zanni (Carlotta). esdf-opera (MC).[11]
- Juli 2003 (live vom Festival Rossini in Wildbad, Secco-Rezitative leicht gekürzt): Alessandro De Marchi (Dirigent), Czech Chamber Soloists Brno, Chamber Chorus Ars Brunensis. Michele Bianchini (Herzog), Paola Cigna (Dorliska), Huw Rhys-Evans (Torvaldo), Mauro Utzeri (Giorgio), Anna-Rita Gemmabella (Carlotta), Giovanni Bellavia (Ormondo). Naxos 8.660189-90 (2 CD).[9]:16045
- 7. August 2006 (live vom Rossini Opera Festival Pesaro): Victor Pablo Perez (Dirigent), Orchestra Haydn di Bolzano e Trento, Prague Chamber Chorus. Michele Pertusi (Herzog), Darina Takova (Dorliska), Francesco Meli (Torvaldo), Bruno Praticò (Giorgio), Jeannette Fischer (Carlotta), Simone Alberghini (Ormondo).[9]:16047